# Tempio di Sri Krishnan
Il tempio di Sri Krishnan, edificato nel 1870, è l'unico tempio induista in stile dravidico di Singapore.

## Descrizione
Il Tempio di Sri Krishnan fu costruito nel 1870 e situato in via Waterloo Street a Singapore. Esso è dedicato al dio Krishna e a sua moglie Rukmini. 
Il tempio presenta un vasto spazio per la preghiera e svariati ambienti per i diversi usi religiosi. Come nella più tipica tradizione architettonica del sud dell'India, è decorato con un enorme quantitativo di statue colorate di diverse misure e materiali. La torre dell'ingresso principale (gopuram) è intarsiata con pietre semi-preziose.

## Mitologia nell'architettura
Il tempio è completamente ricoperto di scene scultoree mitologiche, alcune delle quali tratte dal Rāmāyaṇa, tra cui le 10 incarnazioni del dio Visnù, la coppia divina Rama e Sita e il matrimonio del dio Garuḍa.

## Galleria d'immagini

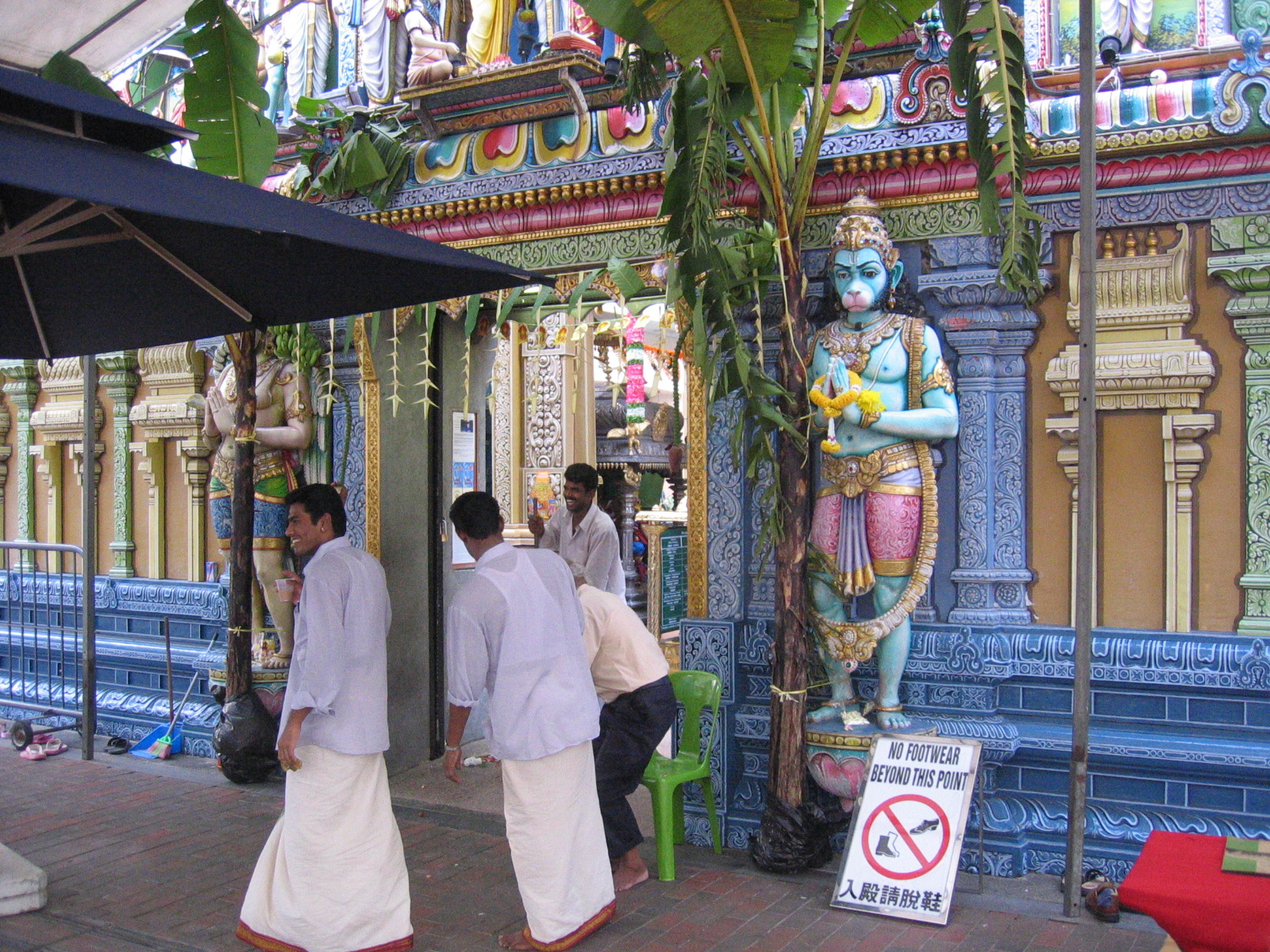
Ingresso principale del tempio di Krishna a Singapore
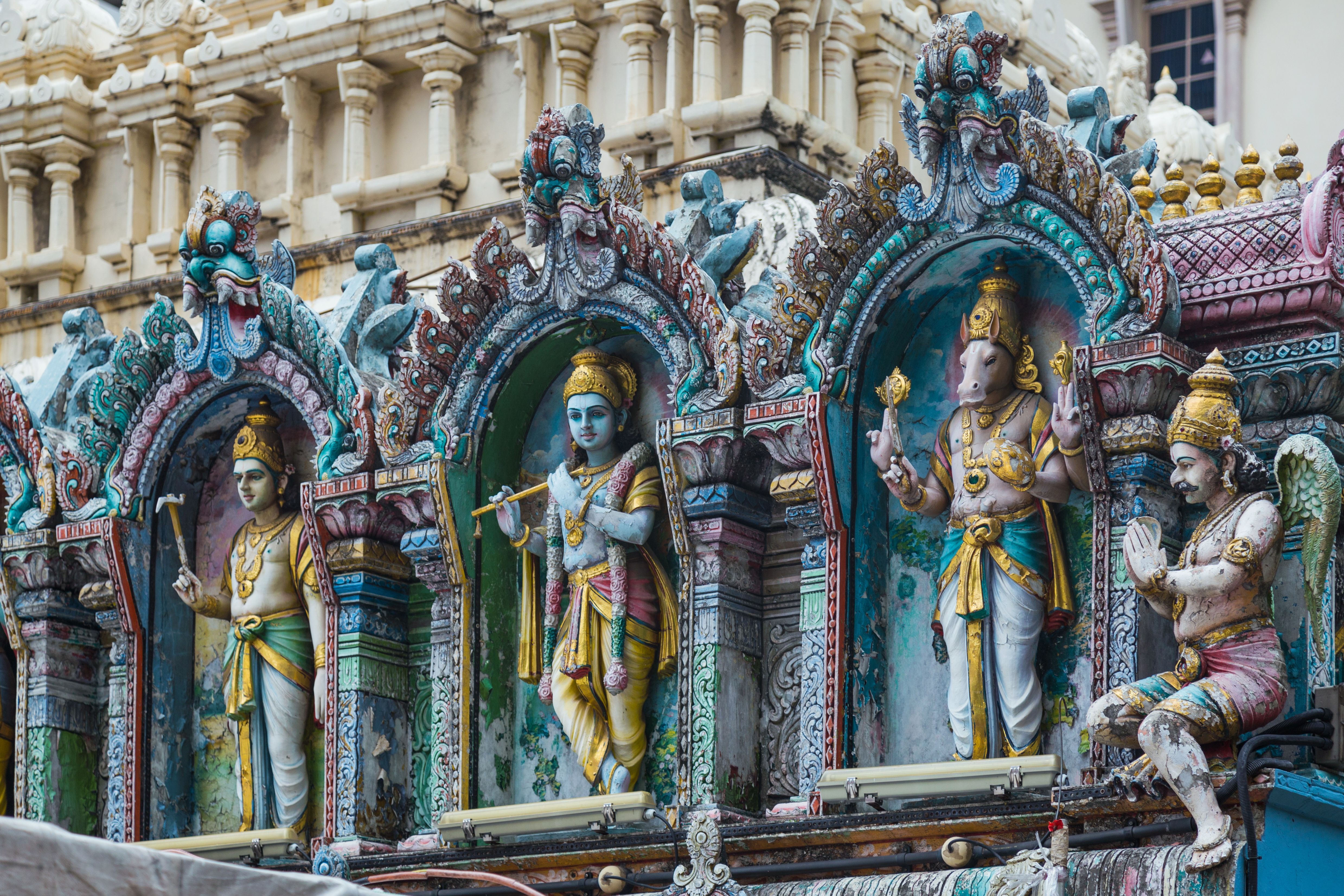
Statue delle divinità sul frontone esterno del tempio
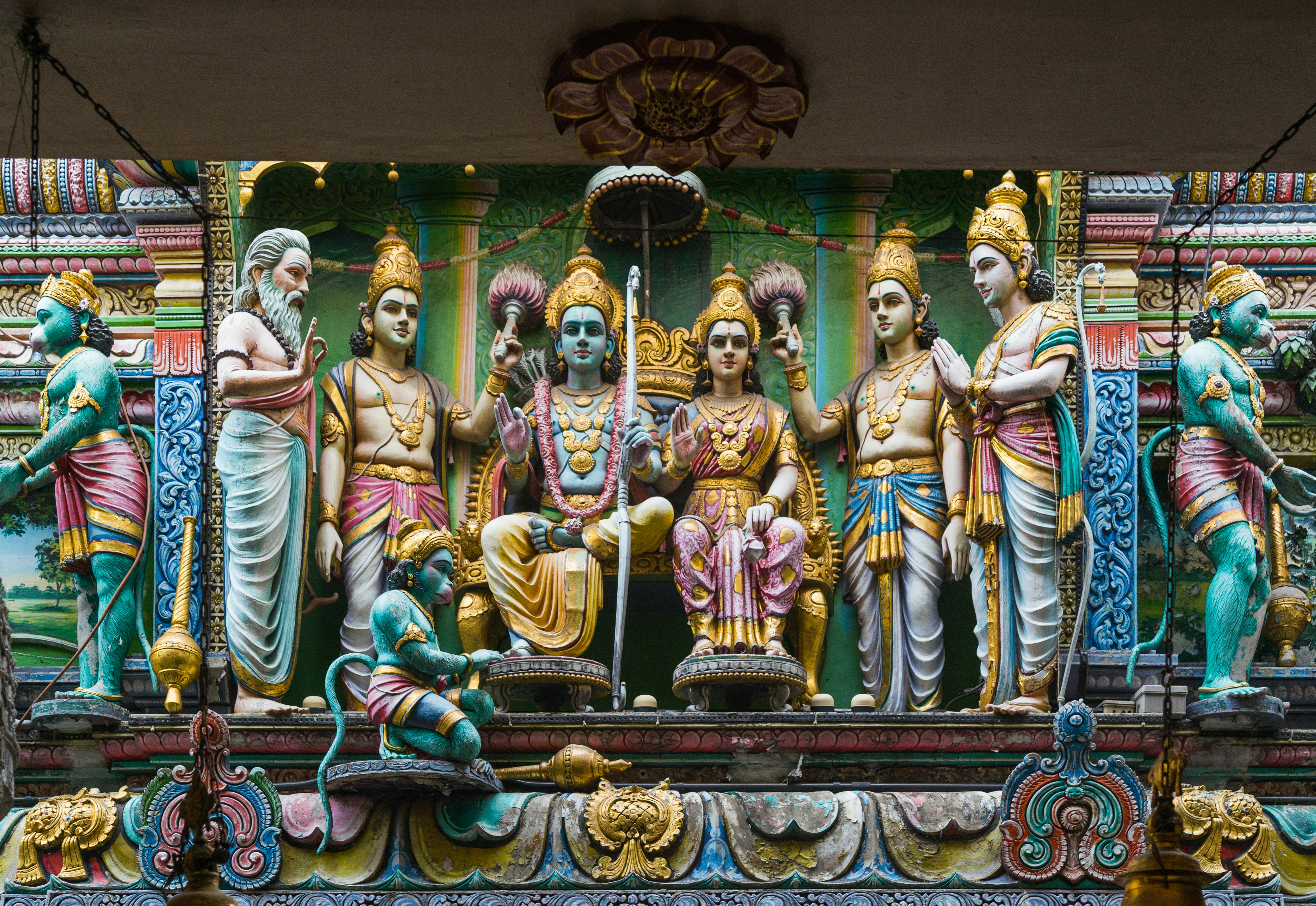
Gruppo statuario di divinità induiste con al centro la copia sacra di Rāma e sua moglie Sītā
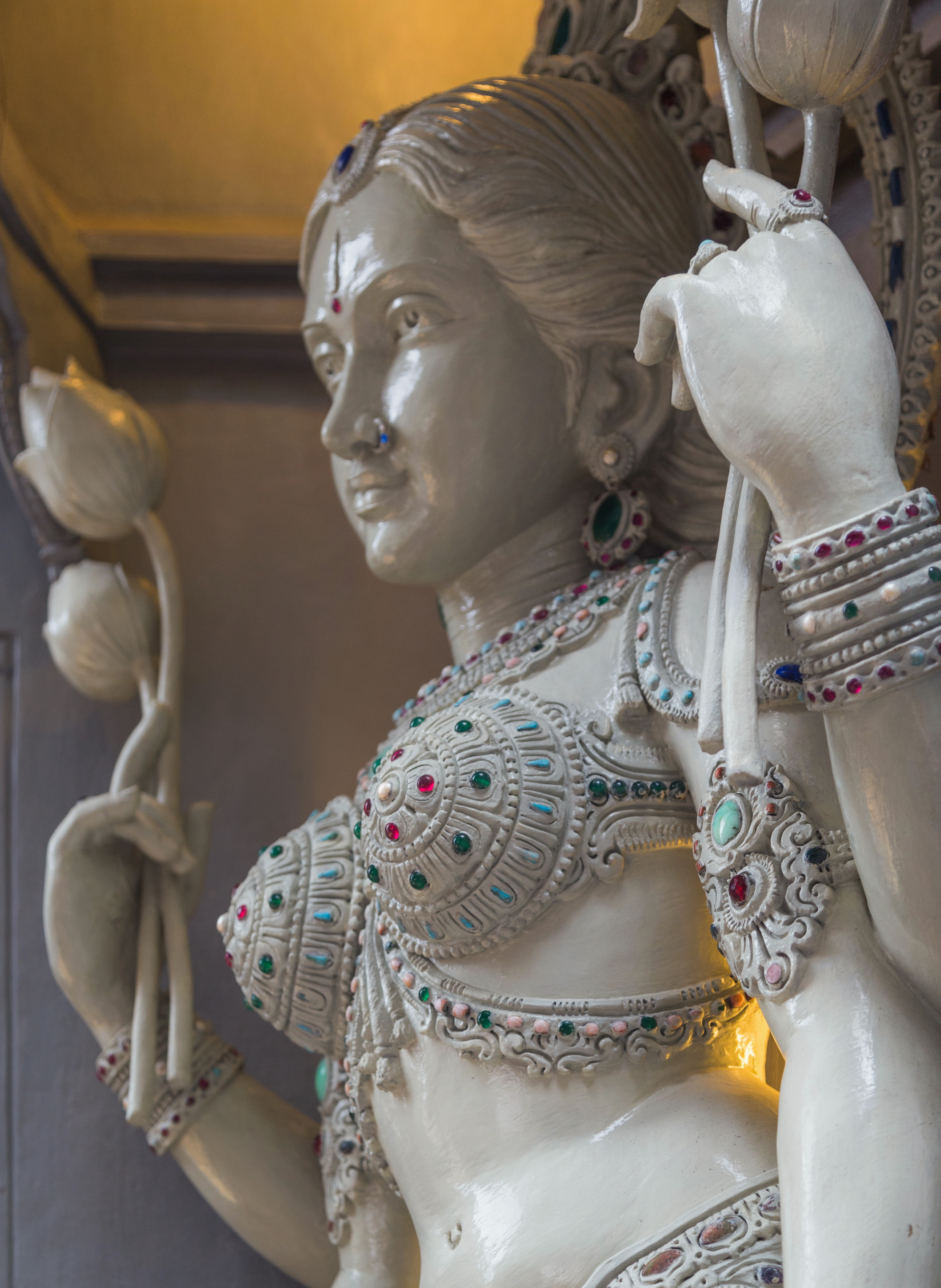
Dettaglio della statua della dea Rukmini
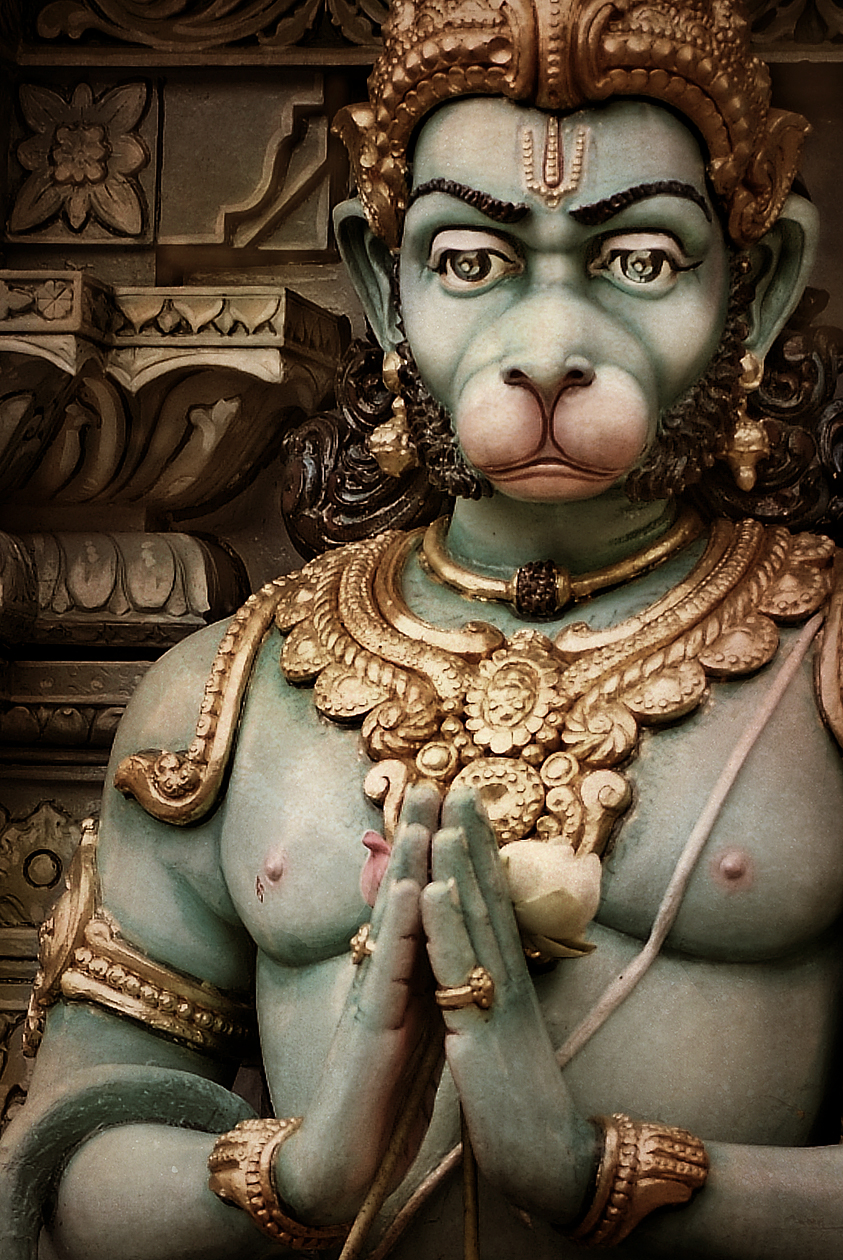
Particolare della statua di Hanuman posta all'ingresso del tempio